# Kit Klein
Pour les articles homonymes, voir Klein.
Catherine "Kit" Klein, née le 28 mars 1910 à Buffalo (New York) et morte le 13 avril 1985 à Holmes Beach, est une patineuse de vitesse américaine.

## Carrière
Kit Klein dispute les épreuves de démonstration des Jeux olympiques de 1932 à Lake Placid, remportant la médaille d'or sur 1 500 mètres et la médaille de bronze sur 500 mètres.
Aux Championnats du monde toutes épreuves de patinage de vitesse, elle obtient la médaille d'or en 1936 à Stockholm et la médaille de bronze en 1935 à Oslo.